# Acrochordoidea
Acrochordoidea is een superfamilie van slangen. 
De wetenschappelijke naam van de groep werd voor het eerst voorgesteld door Karel Lucien Bonaparte in 1831. Het is een kleine groep die slechts wordt vertegenwoordigd door drie soorten uit een enkele familie; de wrattenslangen (Acrochordidae).

## Taxonomie
- Superfamilie Acrochordoidea
  - Familie Acrochordidae (Wrattenslangen)